# Timecop (film)
Pour les articles homonymes, voir Timecop.
Série
Timecop 2 : La Décision de Berlin
(2003)
Pour plus de détails, voir Fiche technique et Distribution.
Timecop ou Le flic du temps est un film américano-nippo-canadien réalisé par Peter Hyams et sorti en 1994. Il s'agit d'une adaptation du comics du même nom créé par Mike Richardson publié par Dark Horse Comics en 1992. Le film a été suivi d'un jeu vidéo en 1995, d'une série télévisée en 1997 et d'une suite sortie en 2003.

## Synopsis
En l'an 2004, le voyage dans le temps est devenu réalité et les criminels comptent bien s'en servir. Pour éviter que le cours du temps ne soit altéré, le gouvernement américain décide de créer la T.E.C. (Time Enforcement Commission), chargée de réglementer et protéger le continuum espace-temps. Max Walker, ancien flic endurci depuis le décès de sa femme 10 ans plus tôt, est considéré comme le meilleur agent de la T.E.C.. Il va tenter d’empêcher un criminel qui sévit dans le temps. Cette mission de préserver le continuum espace-temps, va le ramener dans un passé tragique qu'il pourrait changer pour sauver sa compagne.

## Fiche technique
- Titre original et français : Timecop
- Titre québécois : Le flic du temps
- Réalisation : Peter Hyams
- Scénario : Mark Verheiden, d'après son propre comic édité chez Dark Horse Comics
- Musique : Mark Isham
- Photographie : Peter Hyams
- Montage : Steven Kemper
- Décors : Philip Harrison
- Costumes : Daniel J. Lester
- Production : Moshe Diamant, Sam Raimi, Robert G. Tapert, Todd Moyer, Marilyn Vance et Mike Richardson
- Sociétés de production : Dark Horse Entertainment, JVC Entertainment, Largo Entertainment, Renaissance Pictures, Signature Pictures et Universal Pictures
- Distribution : MCA, Universal Pictures
- Budget : 28 millions de dollars
- Pays de production :  États-Unis,  Japon,  Canada
- Format : Couleurs - 2,35:1 - DTS - 35 mm
- Genre : science-fiction, action, policier
- Durée : 98 minutes
- Dates de sortie :
  - États-Unis : 16 septembre 1994
  - France : 30 novembre 1994

## Distribution
- Jean-Claude Van Damme (VF : Hervé Jolly) : Max Walker
- Mia Sara (VF : Martine Irzenski) : Melissa Walker
- Bruce McGill (VF : Marc Alfos) : le commandant Eugene Matuzak
- Gloria Reuben (VF : Michèle Buzynski) : Sarah Fielding
- Ron Silver (VF : Jean-Luc Kayser) : le sénateur Aaron McComb
- Scott Bellis (en) (VF : Stefan Godin) : Ricky
- Jason Schombing (VF : Nicolas Marié) : Lyle Atwood
- Scott Lawrence (en) (VF : Serge Blumenthal) : George Spota
- Kenneth Welsh (VF : Serge Lhorca) : le sénateur Utley
- Brent Woolsey (VF : Joël Martineau) : l'homme au fusil
- Brad Loree : Reyes
- Shane Kelly : l'homme aux rollers
- Richard Faraci (VF : Jean-Pierre Leroux) : Cole
- Steven Lambert : Lansing
- Kevin McNulty (VF : Vincent Grass) : Jack Parker
- Callum Keith Rennie : l'étranger

## Production
Le tournage s'est déroulé à Burnaby, Vancouver, Santa Ana et Pittsburgh du 12 septembre 1993 au 13 décembre 1993. Jean-Claude Van Damme avait 32 ans lors du début du tournage,.

## Bande originale
1. Does Anybody Really Know What Time It Is?, interprété par Greg O'Connor
2. Let's Misbehave, interprété par Irving Aaronson and his Commanders
3. Sleazebucket Pull, interprété par Fudge Factory Inc.
4. Time Won't Let Me, interprété par The Smithereens

## Accueil
Aux États-Unis, Timecop est le plus grand succès de Jean-Claude Van Damme comme tête d'affiche, le second film à avoir fait plus de 100 millions de dollars de recettes (après Universal Soldier). En France, il connaît un succès relatif, faisant 903 035 entrées[réf. nécessaire].

## Distinctions
- Prix du meilleur second rôle féminin pour Mia Sara, et nomination au prix du meilleur film de science-fiction, meilleur scénario et meilleurs effets spéciaux pour Gregory L. McMurry, par l'Académie des films de science-fiction, fantastique et horreur en 1995[3].

## Suite et produits dérivés
Le film est suivi par une série télévisée, Timecop, en 1997, ainsi qu'un film, Timecop 2 : La Décision de Berlin de Steve Boyum, sorti directement en vidéo en 2003.
Une adaptation en jeu vidéo, Timecop, sort en 1995 sur Super Nintendo. Paradoxalement, si Jean-Claude Van Damme n'apparaît ni sur la jaquette, ni dans les cinématiques pour des questions de droit à l'image, le joueur en revanche prend le contrôle d'un Max Walker ressemblant à l'acteur. Une version Mega-CD est prévue mais annulée à la dernière minute. Max Walker apparaît par ailleurs en tant que personnage jouable dans le jeu vidéo Broforce sous le pseudonyme de « Time Bro ».